# Jonas Boldt

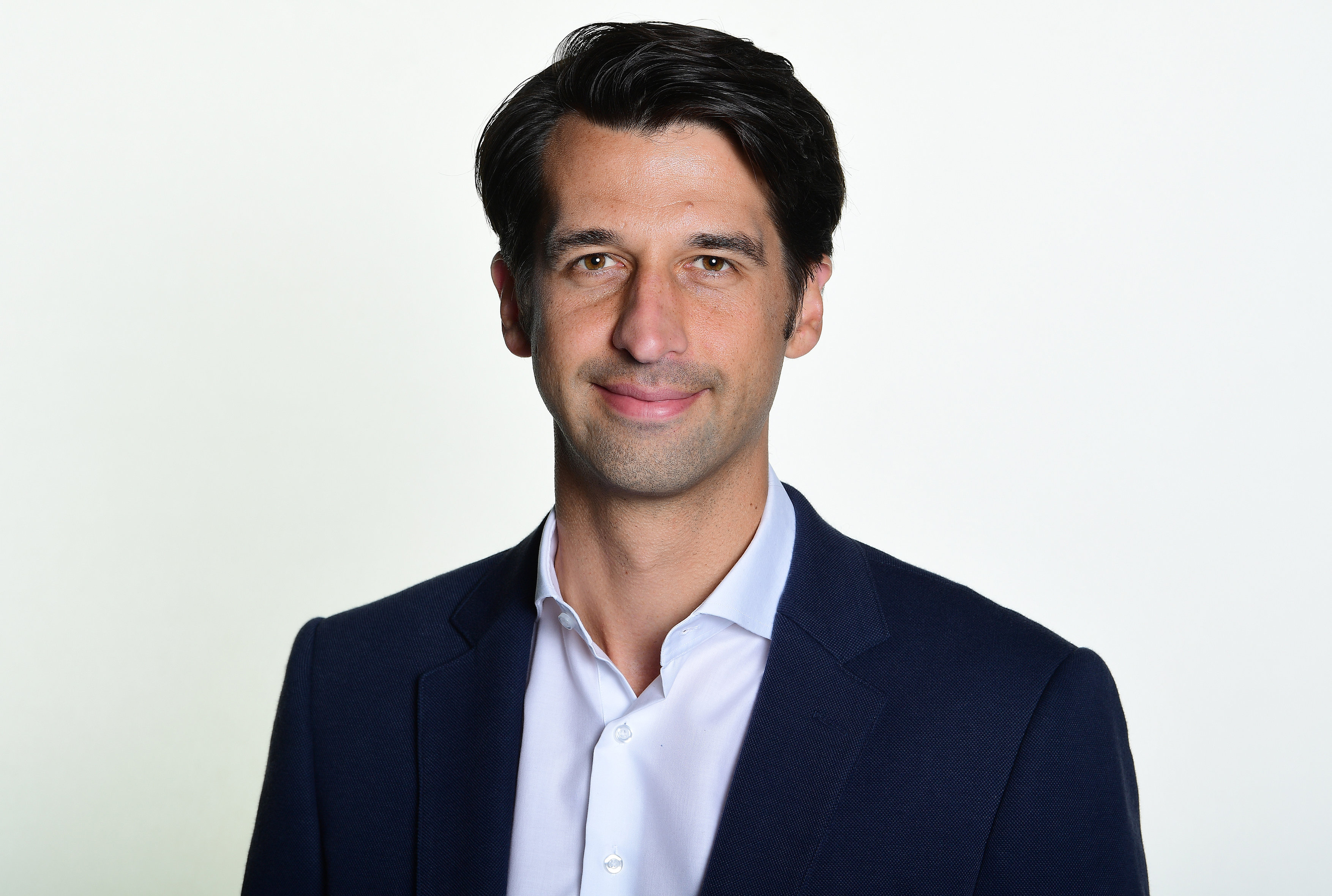
Jonas Boldt (2019)

Jonas Boldt (* 19. Januar 1982 in Nürnberg) ist ein deutscher Sportmanager. Bekannt wurde er vor allem durch seine Arbeit beim Fußball-Bundesligisten Bayer 04 Leverkusen, für den er in verschiedenen Funktionen von 2007 bis 2019 arbeitete, ab 2014 als Sportmanager und später als Sportdirektor, jeweils unter Rudi Völler. Von 2019 bis 2024 war er als Sportvorstand beim Hamburger SV tätig.

## Karriere

### Schule, Studium und Praktikum
Boldt ist in Düsseldorf und Heidelberg aufgewachsen und besuchte dort Waldorfschulen, die er 2001 mit dem Abitur abschloss. Anschließend studierte er BWL mit Schwerpunkt Sportmanagement.

### Anfänge im Fußball
Bereits vor seiner hauptberuflichen Tätigkeit bei Bayer 04 Leverkusen absolvierte Boldt ein Praktikum beim Verein und knüpfte erste Kontakte. Während dieses Praktikums konnte Boldt technische Neuerungen wie ein Datenbank-System in der Scouting-Abteilung von Bayer 04 etablieren. Parallel zu seinem Studium absolvierte Boldt in der Folge ein Praktikum beim Leverkusener Ligakonkurrenten FC Bayern München, in dessen Verlauf er mehrere Bereiche wie Scouting, Trainingsarbeit und Marketing kennenlernte.

### Scout
2007 begann Boldt, als Scout bei Bayer 04 Leverkusen zu arbeiten. Zunächst war er dabei für sechs Monate in Südamerika tätig und scoutete Spieler bei verschiedenen Turnieren. Mehrere Fußballspieler, die Boldt während dieser Zeit sichtete, spielten später für Bayer 04 Leverkusen (unter anderem der Chilene Arturo Vidal und als Leihspieler der Mexikaner Andrés Guardado). Parallel erlernte Boldt die spanische Sprache, was der ursprüngliche Grund seiner Reise war.
Nach seiner Zeit in Südamerika begann Boldt, vor Ort für die Scouting-Abteilung von Bayer 04 Leverkusen zu arbeiten. 2009 übernahm er den Posten als Chefscout und wurde Assistent von Sportdirektor Rudi Völler. Zu seinen wichtigsten Entdeckungen als Scout gehört neben Vidal auch der Jugendspieler von Real Madrid, Dani Carvajal.

### Manager

#### Bayer 04 Leverkusen
Nach dem Vereinswechsel von Manager Michael Reschke zum FC Bayern München übernahm Boldt zur Bundesligasaison 2014/15 bei Bayer 04 Leverkusen und wurde Sportmanager unter Völler. Bei einem seiner ersten Transfers verpflichtete Boldt laut Medienberichten Hakan Çalhanoğlu vom Hamburger SV für 14 Millionen Euro.
Boldt wechselte zum 1. Juli 2018 auf die Leitung der Direktion Sport, die zuvor Völler ausgefüllt hatte. Zum 1. Dezember des Jahres übergab Boldt seine Position an den ehemaligen Vereinsspieler Simon Rolfes und stand diesem bis Mai 2019 beratend zur Seite.
Im Dezember 2018 veröffentlichte Der Spiegel im Rahmen seiner Arbeit mit Football Leaks den Artikel Schmutzige Allianz, wonach Boldt im Jahr 2015 ein Angebot an Swansea City für dessen Spieler Łukasz Fabiański, das in der Hauptsache durch dessen Beraterfirma vorbereitet worden sei, abgegeben habe. Fabiański habe erst im Jahr zuvor einen Vertrag mit einer Laufzeit über vier Jahre unterschrieben, wobei er in der abgelaufenen Spielzeit so gute Leistungen gezeigt habe, dass seine Berater anschließend deutlich bessere Konditionen für ihren Klienten gefordert hätten. Um Druck auf Swansea City auszuüben, hätten sie eine Offerte verfasst, in der Boldt deutliches Interesse an einer Verpflichtung Fabiańskis erkläre und ihm durch einen möglichen Abgang von Bernd Leno die Stammtorhüterposition im Verein anbieten könne. Boldt habe nach Kenntnisnahme dieses Schriftstücks ebenjenes Interesse an Fabiański schriftlich gegenüber dessen Beratern bekundet. Diese Nachricht sei anschließend durch die Berater an die Verantwortlichen von Swansea City weitergegeben worden, die sich nun mit dem Abgang ihres Stammtorhüters hätten befassen müssen. Die folgende Vertragsverlängerung Fabiańskis um ein Jahr habe den Beratern des Spielers ein niedriges siebenstelliges Honorar eingebracht. Der dargelegte Sachverhalt diente laut den Football-Leaks-Recherchen einzig der Bereicherung von Fabiańskis Beratern; ein Interesse an einem Wechsel habe weder seitens der Berater noch der Leverkusener vorgelegen. Die Beraterfirma dementierte den Spiegel-Bericht und erklärte, dass Bayer 04 Leverkusen ein ehrliches Interesse an Fabiańskis Verpflichtung gehabt habe. Boldt bestätigte ebenfalls, eine vorformulierte E-Mail vorgelegt bekommen und diese größtenteils unverändert beantwortet zu haben; allerdings mit dem Ziel, den Spieler tatsächlich verpflichten zu wollen. Auch der damalige Sportdirektor, Rudi Völler, bestätigte, dass eine Verpflichtung von Fabiański zu dieser Zeit eine mögliche Reaktion auf einen Abgang Lenos gewesen sei.

#### Hamburger SV
Am 24. Mai 2019 wurde Boldt als Nachfolger von Ralf Becker Sportvorstand der HSV Fußball AG, die die Lizenzspielerabteilung des Hamburger SV betreibt, der in der Vorsaison den direkten Wiederaufstieg in die Bundesliga verpasst hatte. Er traf beim HSV auf den noch unter Becker eingestellten Sportdirektor Michael Mutzel, mit dem er fortan zusammenarbeitete. Im März 2020 wurden Differenzen zwischen Boldt und Finanzvorstand Frank Wettstein gegenüber dem Vorstandsvorsitzenden Bernd Hoffmann öffentlich, woraufhin Hoffmann freigestellt wurde. Boldt und Wettstein führten die AG seither als Vorstandsduo. Der HSV, der lange auf den Aufstiegsplätzen gestanden hatte, verspielte in der Saison 2019/20 erneut in der Schlussphase den Aufstieg und belegte den 4. Platz.
Der Cheftrainer Dieter Hecking verlängerte daraufhin seinen Vertrag nicht, woraufhin Boldt zur Saison 2020/21 Daniel Thioune als dessen Nachfolger verpflichtete. Anfang November 2020 wurde sein Vertrag bis zum 30. Juni 2023 verlängert. Der HSV war nach der Hinrunde Tabellenführer, verspielte aber mit einer schwachen Rückrunde seine gute Ausgangsposition. Drei Spieltage vor Saisonende beurlaubte Boldt daher Thioune und setzte den Nachwuchsdirektor Horst Hrubesch, den er vor der Saison ebenfalls eingestellt hatte, als Interimstrainer ein. Jedoch belegte der HSV auch im zweiten Jahr unter Boldts Führung nur den 4. Platz.
Zur Saison 2021/22 wurde Tim Walter als neuer Cheftrainer verpflichtet. Anfang 2022 verließ sein Vorstandskollege Wettstein den HSV. Daraufhin rückte der Aktionär und Aufsichtsrat Thomas Wüstefeld kommissarisch neben Boldt in den Vorstand. Der HSV belegte hinter dem FC Schalke 04 und Werder Bremen den 3. Platz, scheiterte aber in der Relegation an Hertha BSC.
Vor der Saison 2022/23 fand erstmals in der Zweitligageschichte kein Trainerwechsel statt, jedoch trennte sich Boldt vom Sportdirektor Mutzel. Ende September 2022 trat Wüstefeld aus dem Vorstand zurück, sodass Boldt die AG seither als alleiniger Vorstand führte. Im Dezember 2022 verlängerte Boldt seinen zum Saisonende auslaufenden Vertrag bis 2025; an seine Seite trat zum 1. Januar 2023 Eric Huwer als Vorstand für die Ressorts Finanzen und Organisation. Der HSV wurde hinter dem 1. FC Heidenheim und SV Darmstadt 98 erneut Dritter. In der Relegation scheiterte man am VfB Stuttgart. In der Saison 2023/24 trennte sich Boldt nach dem vierten Rückrundenspiel von Walter und ersetzte ihn durch Steffen Baumgart. Der HSV wurde hinter dem Stadtrivalen FC St. Pauli, Holstein Kiel und Fortuna Düsseldorf Vierter, was den fünften misslungenen Aufstiegsversuch unter Boldt sowie den sechsten insgesamt bedeutete. Kurz nach dem Saisonende wurde Boldt vom Aufsichtsrat freigestellt und durch Stefan Kuntz ersetzt.
Der Spielerberater des ehemaligen HSV-Profis Douglas Santos, Haase, hat bei der Staatsanwaltschaft Hamburg Strafanzeige gegen Boldt wegen des Verdachts des Eingehungsbetruges und der Untreue zum Nachteil der HSV Fußball AG gestellt, nachdem der HSV zuvor einen Rechtsstreit gegen Haases Beratungsagentur über eine Vermittlungsprovision für den Verkauf des Spielers an Zenit St. Petersburg gewonnen hatte. Boldt sagte vor Gericht, dass er Haases Hilfe nicht genutzt habe, weil er einen besseren Preis erzielen würde können. Der Spieler wurde am Ende jedoch nicht zu einem höheren Preis als den von Haase ausgehandelten verkauft. Der Vorwurf ist, dass der HSV einen Schaden erlitten haben könnte, wenn Boldts Angaben zum höheren Verkaufspreis stimmten, dieser besagte höhere Preis aber nicht erreicht wurde.

## Privates
Boldt spielte selbst auf der Position des Torhüters im Amateurbereich Fußball bei den Vereinen FC Victoria Bammental, dem SC Gaiberg und dem SV Waldhilsbach. Im Jahre 2014 absolvierte Boldt auf Bitten eines Freundes einen Kurzeinsatz im Tor des TV Kalkum-Wittlaer.